# (33924) 2000 LS26
2000 LS26 (asteroide 33924) é um asteroide da cintura principal. Possui uma excentricidade de 0.11289070 e uma inclinação de 3.69926º.
Este asteroide foi descoberto no dia 1 de junho de 2000 por LONEOS em Anderson Mesa.